# Predrag Pazsin
Predrag Pazsin (bolgár nyelven: Предраг Пажин) (Nevesinje, 1973. március 14. –) bolgár válogatott labdarúgó, edző.

## Válogatott
A válogatott tagjaként részt vett a 2004-es Európa-bajnokságon.

## Sikerei, díjai
- Partizan
  - Jugoszláv Szövetségi Köztársaság bajnok: 1995–96, 1996–97, 1998–99
  - Jugoszláv labdarúgókupa: 1997–98
- Levszki Szofija
  - Bolgár bajnok: 1999–2000
  - Bolgár kupa: 1999–2000
- Sahtar Doneck
  - Ukrán bajnok: 2004–05
  - Ukrán kupa: 2003–04
- Shandong Luneng
  - Kínai bajnok: 2006